# マイケル・ムーア
マイケル・フランシス・ムーア（英語: Michael Francis Moore, 1954年4月23日 - ）は、アメリカ合衆国のジャーナリスト、ドキュメンタリー映画監督、テレビプロデューサー、テレビディレクター、左翼政治活動家。

## 人物
全米ライフル協会の会員だったが、ベトナム戦争の影響で19歳の時にその資格を返上した。その後コロンバイン高校銃乱射事件をうけて生涯会員となった。『ボウリング・フォー・コロンバイン』では全米ライフル協会の生涯会員であると述べている。2002年の『ボウリング・フォー・コロンバイン』でアカデミー長編ドキュメンタリー映画賞を受賞した。

## 経歴
ゼネラルモーターズの生産拠点の一つであったミシガン州フリントでアイルランド系の家庭に生まれ、フリント郊外のデイヴィソンに育つ。母は秘書、父と祖父は組み立て工、叔父は自動車工労働組合創立者の一人で、座り込みストライキで有名だった。
ムーアは14歳で教区の学校に入学し、続いてデイヴィソン高校に入学する。同校を1972年に卒業、同年同校長と副校長の解雇を求めて教育委員会選挙に出馬し当選。任期終了までに校長と副校長は辞職した。
またボーイスカウトの最高位であるイーグル・スカウト（当時の日本では富士スカウト章にあたる）でもあり、イーグルとして自らのコミュニティにおける様々な危険や問題を指摘する映画を製作した。

### 社会派ジャーナリスト時代
ミシガン大学フリント校を1年で中退し、22歳で隔週刊誌『The Flint Voice』（後に『The Michigan Voice』と改名）を刊行。廃刊になったが代わりに1986年にマザー・ジョーンズ誌の編集者となりカリフォルニア州に転居する。5ヶ月後同誌において、サンディニスタの人権記録を穏和に非難したポール・バーマンによる記事の掲載を拒否したため、解雇されている。

### フィルムメーカー時代
1989年、生まれ故郷の自動車工場が閉鎖され失業者が増大したことを題材にしたドキュメンタリー映画『ロジャー&ミー』で監督としてデビューする。アポイントメントなしでゼネラルモーターズの企業経営者、ロジャー・B・スミス会長に突撃取材する手法が話題を呼んだ。
1994年、『ジョン・キャンディの大進撃』を監督。冷戦が終結して敵のいなくなったアメリカが、隣国のカナダを無理やり仮想敵国に仕立てるコメディ映画で、常に外敵を必要とするアメリカ政治を滑稽に笑い飛ばした。
1997年に監督したドキュメンタリー映画『ザ・ビッグ・ワン』では『ロジャー&ミー』と同様の取材方法で、アメリカ国内の工場を閉鎖して失業者を増やしながら生産工場を国外に移して利益をあげるグローバル企業の経営者たちに直撃取材を敢行している。

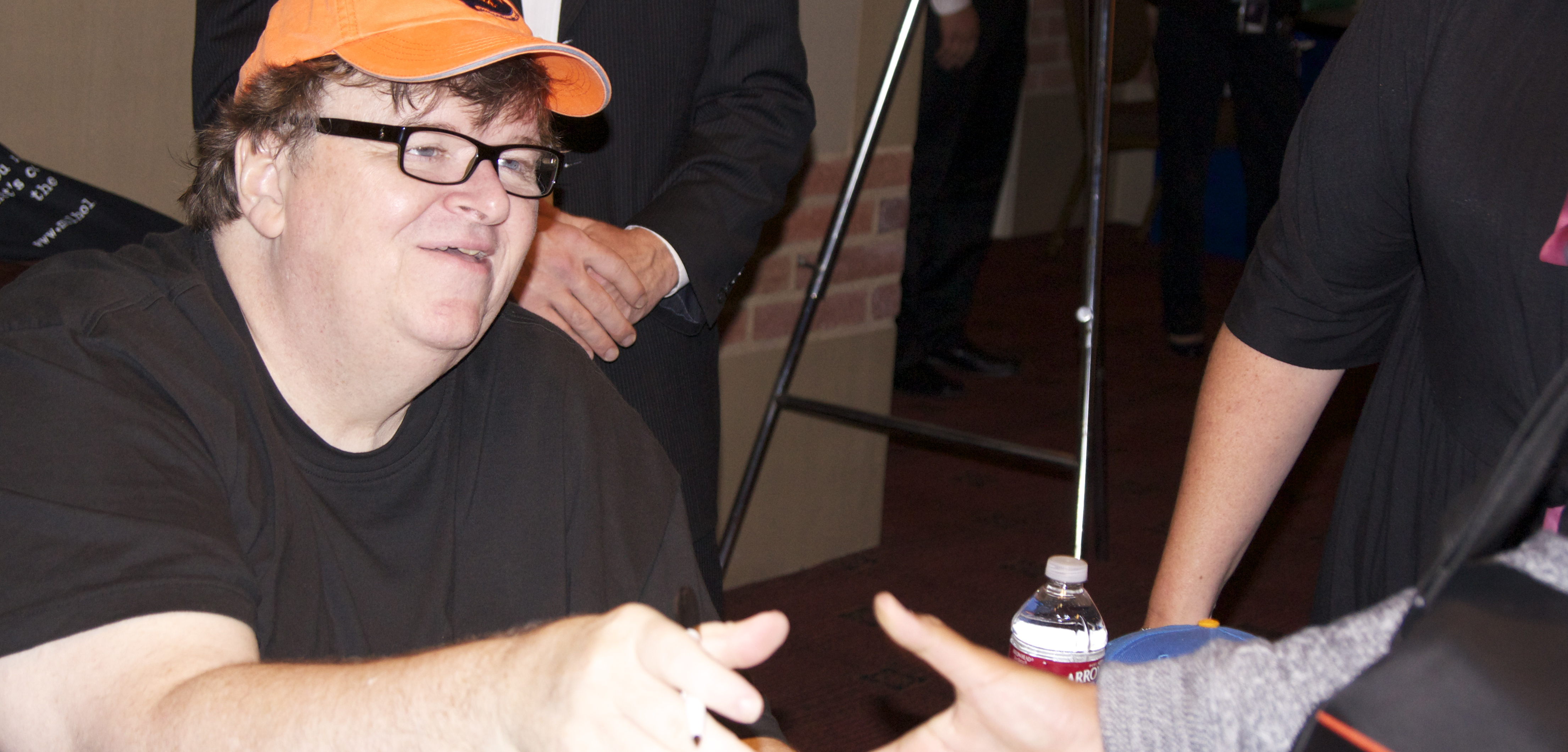
UCLAで自伝『マイケル・ムーア、語る。』のプロモーション活動をするマイケル・ムーア

2002年にはコロンバイン高校銃乱射事件について取材し、アメリカの銃問題にメスを入れた『ボーリング・フォー・コロンバイン』を発表。ドキュメンタリー映画としては異例なヒットを記録し、第55回カンヌ国際映画祭特別賞や、第75回アカデミー賞長編ドキュメンタリー映画賞を受賞。2年後にはブッシュ政権主導によるイラク戦争を批判した『華氏911』を発表し、第57回カンヌ国際映画祭でパルム・ドールを受賞した。

## 主張

### ジョージ・ウォーカー・ブッシュへの批判
2000年アメリカ合衆国大統領選挙では、アメリカ緑の党のラルフ・ネーダー候補を支援。しかし、共和党・ブッシュと、民主党・ゴアの接戦が伝えられると、反共和党の立場から「絶対にブッシュを当選させてはならない」と、接戦州ではゴアに得票を集中させるよう訴えた。結果はブッシュの勝利に終わったが、民主党支持者の多いアフリカ系アメリカ人などの社会的少数者を投票から閉め出したり、無効の可能性の高い海外不在者投票（主に軍人で共和党支持者が多い）が有効扱いされるなど数々の不正があったと、ムーアは主張した。
また、ブッシュ優位ながら僅差のため再集計にもつれ込んだフロリダ州では、再集計でゴア逆転の目が出てきたものの、合衆国最高裁判所（共和党政権任命判事が多数）により再集計が差し止められ、ブッシュの当選が決まった。こうした経緯からムーアはブッシュをアメリカ合衆国大統領と認めず、「Bush, Governor of Texas（ブッシュテキサス州知事、ブッシュの前職）」と呼び、大統領の座を盗んだ「泥棒の頭目（指導者を意味し、大統領を指すこともある"chief"と、泥棒を意味する"thief"を掛けている）」と強く批判した。

### ウィキリークス支援表明
内部告発サイトウィキリークスについて「秘密の中にまぎれ、私たちの税を使い実行された犯罪をあばく仕事」と称賛、ウィキリークスを存続、発展させるため自身のウェブサイト、サーバー、ドメイン名のほか何でも提供すると全面支援を約束した。婦女暴行容疑で拘留中のウィキリークス創設者ジュリアン・アサンジの保釈金として2万ドルの提供も表明した。

### ウォール街デモ
2011年9月17日よりニューヨークマンハッタンのウォール街で行われたデモに対して、デモ隊の拠点となっているズコッティ公園を訪れ激励している。

## トランプ大統領の誕生を予測
2016年アメリカ合衆国大統領選挙にて民主党 (アメリカ合衆国)で出馬したヒラリー・クリントン議員を支持表明するも、中西部州のラストベルトを取材して白人中間層のヒラリー支持が急速に失われていることを実感し、大方のメディアや調査機関がヒラリー候補の勝利を予想するなか、不本意ながらドナルド・トランプ候補の勝利を予測した。ムーアが懸念した通り、ヒラリー候補は中西部の青い州(それまで民主党が優位だった州)で票を失い、共和党のドナルド・トランプ候補が勝利した。
2016年10月18日には映画『マイケル・ムーア・イン・トランプランド』を公開している。
マイケル・ムーア自身は民主党のバーニー・サンダース候補をずっと支持してきている。2021年1月、ドナルド・トランプ大統領によって分断されたアメリカは、ジョー・バイデン政権のもとで歩み寄れると信じているとトーク番組で語った。

## 世間を騒がせた事件
- 1999年にはアメリカのロックバンド、レイジ・アゲインスト・ザ・マシーンの曲「Sleep Now In The Fire」のPV撮影を、ニューヨーク証券取引所前にてゲリラ的に敢行。ニューヨーク市警察に逮捕され、ホワイトハウスのブラックリスト入りのきっかけのひとつとなった（連行される様子は当該PVに収められている）。
- 2007年5月にはアメリカ政府当局の許可なしにキューバを訪問していたことが発覚し、財務省から捜査を受けている。事前にムーアは渡航許可を求める申請書は提出していたが、実際の許可は出されていないという。

## 備考
- 妻はプロデューサーのキャサリーン・グリン（1958年4月10日生まれ、フリント出身）。長女はナタリー（1981年生まれ）。
- 映画『シッコ』製作と連動し、"無脂肪"を謳っている食品のみ摂取するというダイエット法で15kgの減量を行った。
- ローマ・カトリックの熱心な信者で、日曜日のミサへの出席を欠かさず、自身の結婚式を司式した神父を映画に出演させてキリスト教的思想に基づいて「資本主義はキリスト的ではない」と主張したり、ヨハネ・パウロ2世がイラク戦争の際にブッシュが『神』を引用してイラク戦争を正当化しようとしたことに「罪悪」と不快感を述べたことに共鳴してブッシュを批判している。
- 日本のドキュメンタリー映画『ゆきゆきて、神軍』（原一男監督）のことを、ムーアは「生涯観た映画の中でも最高のドキュメンタリーだ。」と評価している[要出典]。
- 2009年11月30日、『キャピタリズム～マネーは踊る～』のプロモーションで来日したムーアは、東京・中央区の東京証券取引所で映画の記者会見を行った。ムーアは『キャピタリズム〜マネーは踊る〜』でドキュメンタリーを撮るのは最後かもしれないと発言している[11]。
- 2009年12月、映画の宣伝活動を終えるとその後はプライベートで大阪・京都・広島を訪問した。12月4日、尊敬する原一男監督に会うため新幹線で大阪へと向かい、大阪芸術大学の映像学科で講義する原教授の授業を1時間半聴講し、授業後は学生との質疑応答に応じた。日本の映画では『ゴジラ』が好きだと答えたムーアは最後に学生に向け「君たちには、ハリウッドやテレビ番組の真似ばかりせず、自分しか出来ない映画をどんどん作って日本の映画を守ってほしいし、守らなければならないよ」とメッセージを送った。その後、ムーア夫妻は大阪芸術大学近くの近鉄長野線喜志駅前で原監督らと一緒にお好み焼きを食べたが、このときは映像学科長であり『ゴジラ』シリーズの監督でもある大森一樹監督も同席している。ムーアはお好み焼きを食べて「何が入っているか分からないけど、これ美味しいね」と答えた[12]。
- 広島では平和記念資料館を訪れ、約4時間かけて館内を丹念に見学し、館内の映画2本も1時間半かけて全部見たという。なお、ムーアの父フランクは海兵隊員として沖縄戦に参加している[13]。

## 作品

### 監督作品
- 『ロジャー&ミー』 - Roger & Me （1989年）
- Pets or Meat: The Return to Flint （1992年）（テレビ番組）
- TV Nation（1994年）（テレビ番組）
- 『ジョン・キャンディの大進撃』 - Canadian Bacon （1995年）
- 『ザ・ビッグ・ワン』 - The Big One （1997年）
- And Justice for All （1998年）
- 『マイケル・ムーアの恐るべき真実 アホでマヌケなアメリカ白人』- The Awful Truth（1999年）（テレビ番組）

2000年下院議員選挙において、当選確実で議員が選挙区に帰らないニュージャージー州の選挙区に観葉植物のフィカスを立候補させる（曰く「フィカスは守れない公約は口にしません。献金も不要、いるのは水と空気と日光だけ。」）企画等（なお「フィカス候補」は多数の票を獲得したと思われるが、すべて無効票扱いされた模様）。日本でも2004年に『華氏911』公開に合わせてテレビ東京で2日にわたって放送されたTV番組「爆笑問題が斬る! マイケル・ムーアのアホでマヌケなアメリカ白人」で、一部が紹介された。
- The Awful Truth-Episode #1.1 （1999年）（テレビ番組）
- 『ボウリング・フォー・コロンバイン』 - Bowling for Columbine （2002年）

高校生2人が彼ら自身の在籍する学校で10数名を殺傷したコロンバイン高校銃乱射事件に題材をとり、銃社会アメリカとそれを生み出す恐怖の再生産について、ジャーナリスティックに考察したドキュメンタリー映画。この作品が世界的な大ヒットとなったことから、ドキュメンタリー映画家としての評価を確立した。同作はカンヌ国際映画祭55周年特別賞や、2003年度アカデミー長編ドキュメンタリー映画賞を受賞した。アカデミー賞授賞式ではブッシュを「架空の選挙で選ばれた架空の大統領」、ブッシュ政権の起こしたイラク戦争を「架空の理由で戦っている戦争」と断じた。さらに「恥を知れ、ブッシュ氏よ。恥を知れ! お前は（開戦に反対した）ローマ教皇と（「大統領が自分たちと同じテキサス州出身であることが恥ずかしい」と述べた）ディクシー・チックスを敵に回した。お前の持ち時間は終わりだ」と批判する演説を打って賞賛とブーイングを受けたが、終了を促す音楽で強引に打ち切られた。ちなみにムーアによれば、会場では賞賛が圧倒的であったのに、報道ではブーイングが強調されていたとのことである。
- 『華氏911』 - Fahrenheit 9/11 （2004年）

2004年アメリカ合衆国大統領選挙において、ブッシュの大統領の再選を阻止する目的で公開された。カンヌ国際映画祭での最高賞パルム・ドールを受賞し各国でヒットとなるものの、当初の目的は果たせなかった。題名はイギリスのSF映画『華氏451度』から引用している（詳しくは映画華氏911を参照）。
- 『シッコ』[16] - Sicko （2007年）

3年の時を経て、今度は米国の「医療問題」をテーマにした映画を制作。米国内医療業界の大手各社は、突撃取材に厳戒体制であった。2007年カンヌ国際映画祭の特別招待作品。
- Slacker Uprising (2008年)
- 『キャピタリズム〜マネーは踊る〜』 - Capitalism: A Love Story（2009年）

世界金融恐慌を取り上げる。映画の共同配給元オーバーチュア・フィルムズ（Overture Films）とパラマウント・ヴァンテージ（Paramount Vantage）によると、2008年に決まった巨額の企業救済策でハイライトを迎えた「企業と政治のペテンをコミカルな視点でとらえた作品」。映画のPRとして来日し、東京証券取引所での会見では、「君は実のお母さんから10億円もらったことある?」など鳩山由紀夫総理献金問題など日本の時事ネタを披露した。
- 『マイケル・ムーアの世界侵略のススメ』 - Where To Invade Next（2015年）[18]
- 『マイケル・ムーア・イン・トランプランド』 - Michael Moore in TrumpLand（2016年）[19]

日本では劇場公開はされていない。
- 『華氏119』（2018年）

ドナルド・トランプを題材にした。トランプへの批判も含まれるが、実際にはトランプを当選させてしまった民主党への痛烈な批判や（バラク・オバマを非難するシーンもある）アメリカ社会の歪みに多くの尺が割かれている。後半では非エスタブリッシュメントの市民運動が描かれる。

### 製作総指揮のみの作品
- 『PLANET OF THE HUMANS』（2020年）

### 出演作品
- 『ラッキー・ナンバー』 Lucky Numbers （2000年）
- 『ザ・シンプソンズ』 The Simpsons （2003年） 声の出演
- 『マイケル・ムーア in アホでマヌケな大統領選』 - THIS DIVIDED STATE （2005年公開）

スティーヴン・グリーンストリート監督作品。ときに「Divided State」と呼ばれるほど、アメリカの中でも文化的に特異で、政治的には共和党の牙城とされるユタ州の、その中でもとりわけ保守性が強いといわれるオレム市にあるユタバレー州立大学の学生会が、2004年にムーアを講演に呼ぼうとしたことが大きな騒動を引き起こした。この映画はその一連の騒動のドキュメンタリーであり、ムーア本人はほとんど登場しない。多くの住民や学生達が、全く映画を見もしないで（あるいは手を加えられた「編集版」のみを見て）ニュースや伝聞だけから、ムーアの映画や本人を「悪」「反米主義者」と決め付け、教育環境に悪影響を及ぼす、あるいは地域に対する侮辱であるとしてムーアの講演に反対し阻止しようとする。対立意見を聞くことも大切であり、議論の場を持つことが重要であると主張する学生会の責任者や学長・教授達を始め、一部の学生や住民の努力にもかかわらず、学生会は脅迫され、裏切り者扱いされたあげくに辞任にまで追い込まれ、訴訟問題にすら発展してゆく。「『自由の国アメリカ』に言論の自由はあるのか?」という皮肉を突きつけた問題作。

### 著書
- 松田和也訳『アホでマヌケなアメリカ白人』（2002/10 柏書房 ISBN 4-7601-2277-X）原題"STUPID WHITE MEN"（直訳すると「アホな白人達」） - 抄訳。一部略されている。
- 黒原敏行訳『おいブッシュ、世界を返せ!』（2003/11/29 アーティストハウス ISBN 978-4-04-898151-4） 原題"Dude,Where is my country?" （「おい君、ボクの国はどこだい？」）

書籍名はダニー・レイナー監督の"Dude,where's my car?"（邦題は「ゾルタン★星人」）というSFコメディ映画の題名から取ったものである。
- 松田和也訳『アホの壁 in USA』（2004/3/11 柏書房 ISBN 978-4-7601-2491-6 ） 原題"Downsize This!"（「これを小型化しろ!」）
- 黒原敏行、戸根由紀恵他訳『華氏911の真実』（2004/11/30 ポプラ社 ISBN 978-4-591-08364-2）原題"THE OFFICIAL FAHRENHEIT 9/11 READER"（華氏911公式参考書）
- 黒原敏行、戸根由紀恵他訳『マイケル・ムーアへ―戦場から届いた107通の手紙』（2004/11/19 ポプラ社 ISBN 978-4-591-08363-5 ） 原題"Will They Ever Trust Us Again?"（彼らは再び僕達を信じてくれるのだろうか？）
- 夏目大訳『どうするオバマ? 失せろブッシュ!』（2008/9/21 青志社 ISBN 978-4903853383）原題"Mike's Election Guide 2008"（マイクの選挙ガイド2008）
- 満園真木訳『マイケル・ムーア、語る。』（2013/10/24 辰巳出版 ISBN 4777811557）原題"Here Comes Trouble"（トラブルがやってきた）